# Vietnamský Nový rok
Vietnamský Nový rok (vietnamsky Tết Nguyên Đán, znaky 節元旦 dosl. "Festival Prvního Dne", častěji jen zkráceně Tết) se většinou slaví ve stejný den jako čínský Nový rok. Jeho přesné datum připadá na termín od 21. ledna do 21. února a svátky začínají vždy první den prvního měsíce podle lunárního kalendáře. Tyto svátky patří u Vietnamců mezi nejdůležitější v roce, jsou to pro ně svátky klidu, lásky, pohody a přátelství.

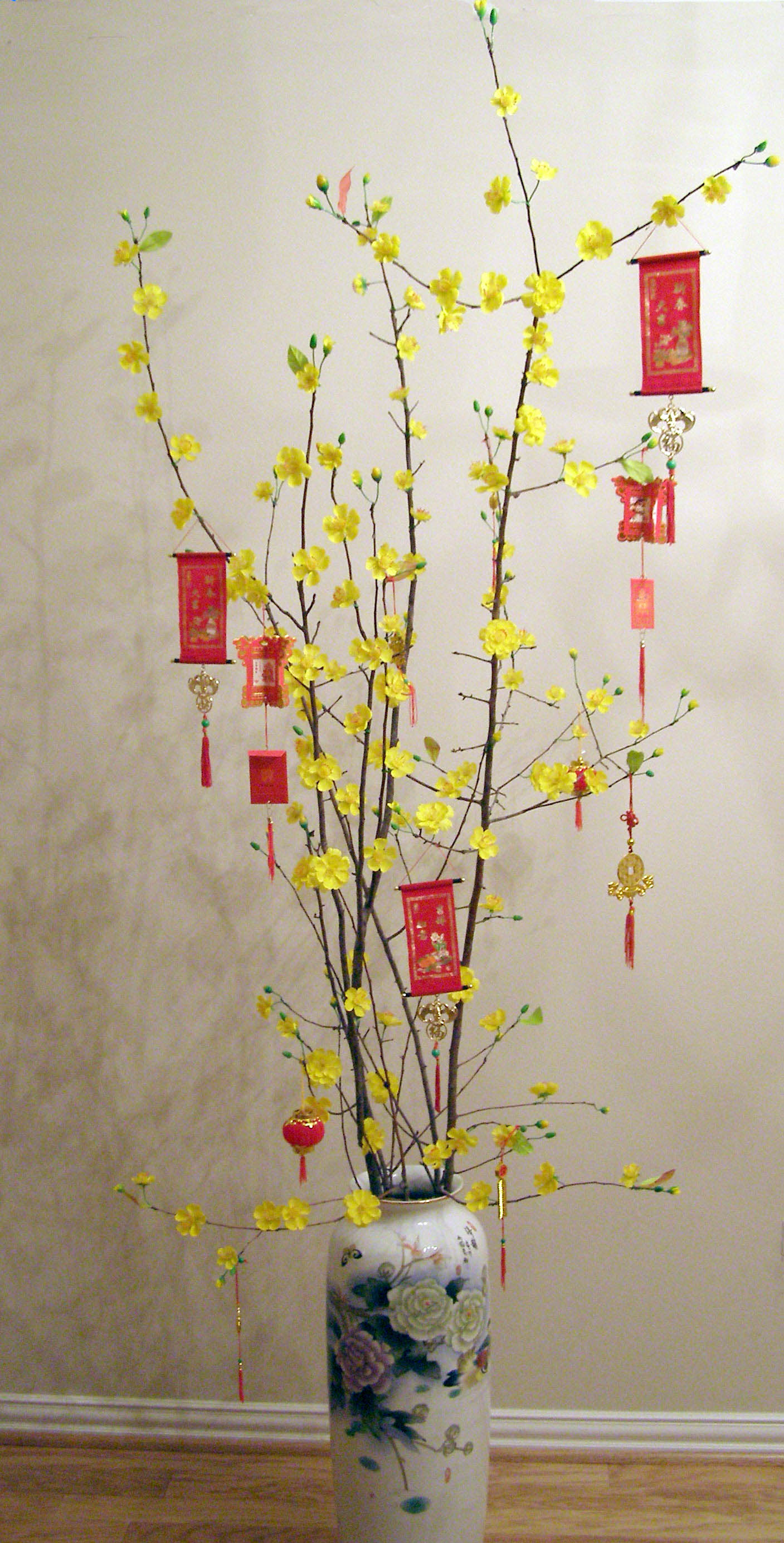
Hoa mai

## Tradiční jídla
Mezi tradiční jídla u oslav Nového roku patří u Vietnamců hlavně Bánh chưng, což je slaný rýžový dort, vlastně balíček z lepkavé rýže, mungo fazolí a vepřového masa zabalený v banánových listech. Připravuje se několik dní dopředu, kvůli časově náročné přípravě. Také se podává vařené kuře, které se servíruje celé včetně hlavy a pařátů. Jako sladkost se používá kandované ovoce, např. kumkváty, nebo i kandované plody zimní tykve. Dále se podává sladká rýžová kaše xôi gấc, která má červenou barvu díky ovoci gấc neboli momordice kočinčinské.

## Výzdoba domu
Vietnamci také zdobí svoje domovy stromečkem nebo jeho větvemi, kvůli odhánění zlých duchů. K tomu se používají zejména kumkváty, větve broskvoní nebo meruněk. Setkat se můžete také s gerberami, růžemi nebo i dalšími rostlinami.

## Darování peněz
Vietnamské děti dostávají od rodičů místo dárků peníze pro štěstí. Peníze jsou většinou uloženy v červených obálkách, které jsou vepředu vyzdobeny obrázkem. Existuje k tomu pověst, že kdysi ve Vietnamu bývaly příšery, které strašily děti o půlnoci dne nového roku. Většinou děti poté těžce onemocněly nebo dokonce zahynuly. Jednou se v jednom městě objevilo 8 víl, které poradily rodičům jak vyhnat příšery. Měli v noci dát dětem drobné vedle polštáře, na kterém právě spí. Blyštivé záře z nich vyhnají příšery.

## První návštěva
Velice důležitá je pro Vietnamce první návštěva v novém roce. První, kdo vstoupí do domu s přátelskými a dobrými úmysly přinese celé rodině štěstí po celý nový rok. Většinou se proto rodiny snaží zvát majetného muže s několika dětmi, který nosí do rodin štěstí. V opačném případě to bude znamenat, že se rodina bude mít špatně, nebude se jí dařit anebo se jí přihodí něco tragického, tudíž nevítanou návštěvou jsou neprovdané ženy, nemocní nebo ti, kterým v uplynulém roce zemřel člen rodiny.